# 토드 빌링스
토드 빌링스 (J. Todd Billings, 1973년 6월 9일 - )는 미국 웨스턴 신학교의 개혁신학 교수이며, 미국 개혁교단 (RCA)의 목사이다.

## 교육과 활동
그는 미국 휘튼 대학교에서 B.A. 철학과 영어를 전공하고 1995년 졸업하고, 1999년 풀러 신학교에서 목회학(M.Div.)을 졸업하고, 하버드 대학교 신학대학원에서 신학박사(Th.D.) 학위를 2005년에 취득하였다. 풀러신학교에서는 특히 미로슬라브 볼프와 존 톰프슨 교수의 영향을 받았다. 볼프 교수는 첫 번째 신학 멘토였고, 톰프슨 교수와 함께 공부하면서 역사 신학과 성경 해석학과 개혁 신학을 사랑하게 되었다. 하버드신학대학원에서는 역사 신학과 조직 신학 분야의 뛰어난 학자인 사라 코클리(Sarah Anne Coakley) 교수의 가르침을 받았고 “Calvin, Participation, and the Gift: The Activity of Believers in Union with Christ”라는 제목으로 박사학위를 받았다.  개혁 신학, 성례, 구원, 신학적 해석학에 관심이 있으며, 2005년부터 웨스턴 신학교에서 개혁 신학을 가르치고 있다. 지역 교회 목회, 노숙자 돌봄 사역,
우간다의 지역개발공동체 개발에서 많은 활동을 하였다. 에티오피아에서의 신학 교육 등 다양한 활동에도 참여했다.

## 주요 작품들

### 저서
- Calvin, Participation, and the Gift: The Activity of Believers in Union with Christ (Oxford, 2007)
- The Word of God for the People of God: An Entryway to the Theological Interpretation of Scripture (Eerdmans, 2010)
- Union with Christ: Reframing Theology and Ministry for the Church (Baker Academic, 2011),
- Rejoicing in Lament: Wrestling with Cancer and Life in Christ (Brazos 2015).
- Remembrance, Communion, and Hope: Rediscovering the Gospel at the Lord’s Table (Eerdmans, 2018)
- Calvin’s Theology and Its Reception: Disputes, Developments, and New Possibilities, coedited with I. John Hesselink (Westminster John Knox Press, 2012)
- The End of the Christian Life: How Embracing Our Mortality Frees Us to Truly Live (2020)

### 번역된 책
- 『슬픔 중에 기뻐하다』(복 있는 사람)
- 『그리스도와의 연합』(CLC)

## 참고 문헌
- Curriculum Vitae for J. Todd Billings
- Dr. J. Todd Billings
- J. Todd Billings, Author of The End of the Christian Life